# Stenus floridanus
Stenus floridanus är en skalbaggsart som beskrevs av Thomas Casey. Stenus floridanus ingår i släktet Stenus och familjen kortvingar. Inga underarter finns listade i Catalogue of Life.